# Aarkanaal
Het Aarkanaal vormt een verbinding tussen de Amstel (via het Amstel-Drechtkanaal), Drecht enerzijds en de Oude Rijn anderzijds. Het kanaal is aangelegd door de Geerpolder, passeert bij Papenveer de Langeraarsche Plassen en gaat verder oostelijk langs Ter Aar en Alphen aan den Rijn alwaar het bij de Steekterweg in de Oude Rijn uitmondt. Een zuidelijke voortzetting vormt de Gouwe.

## Afbeeldingen

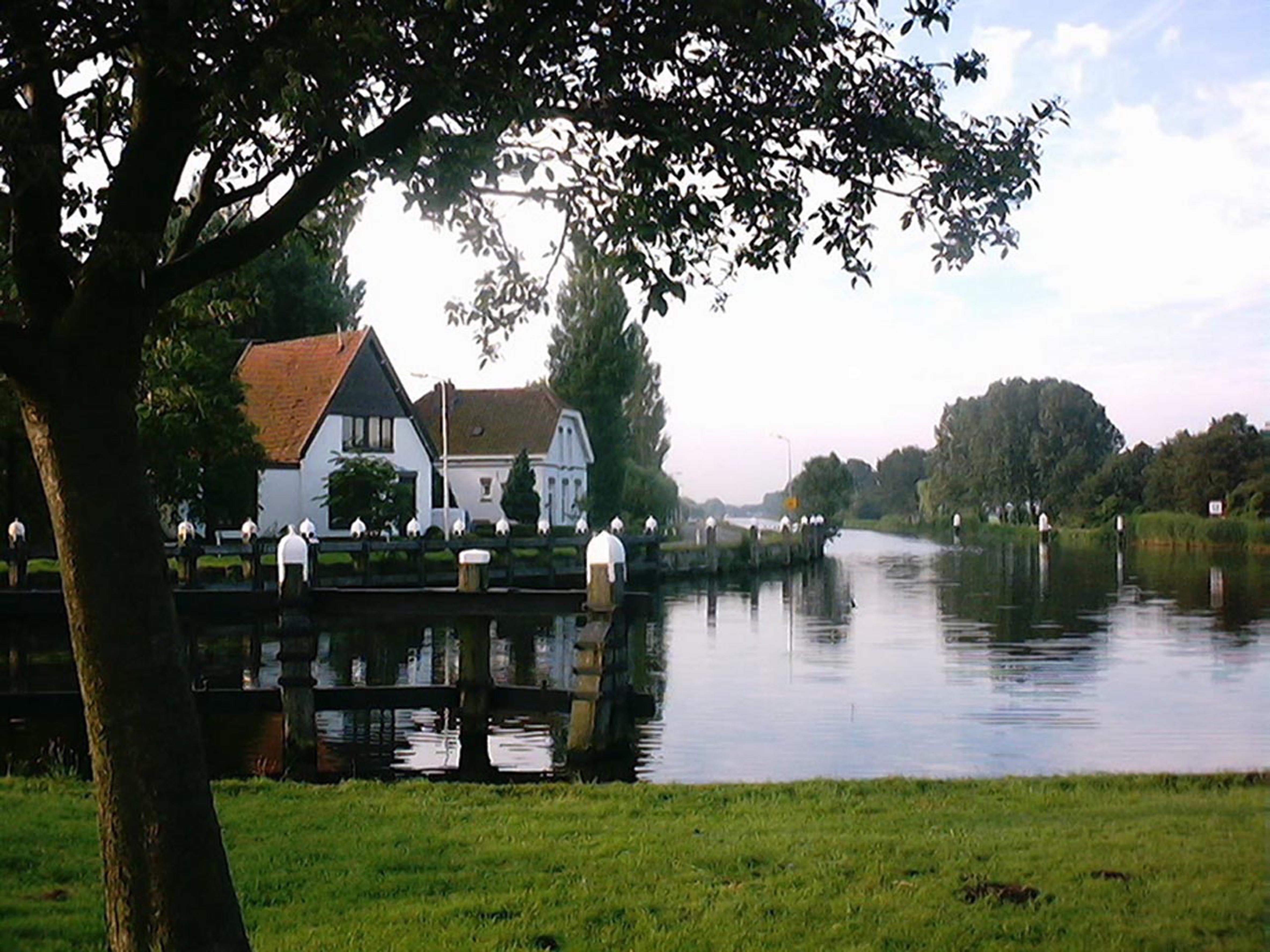
Bij de Tolhuissluis
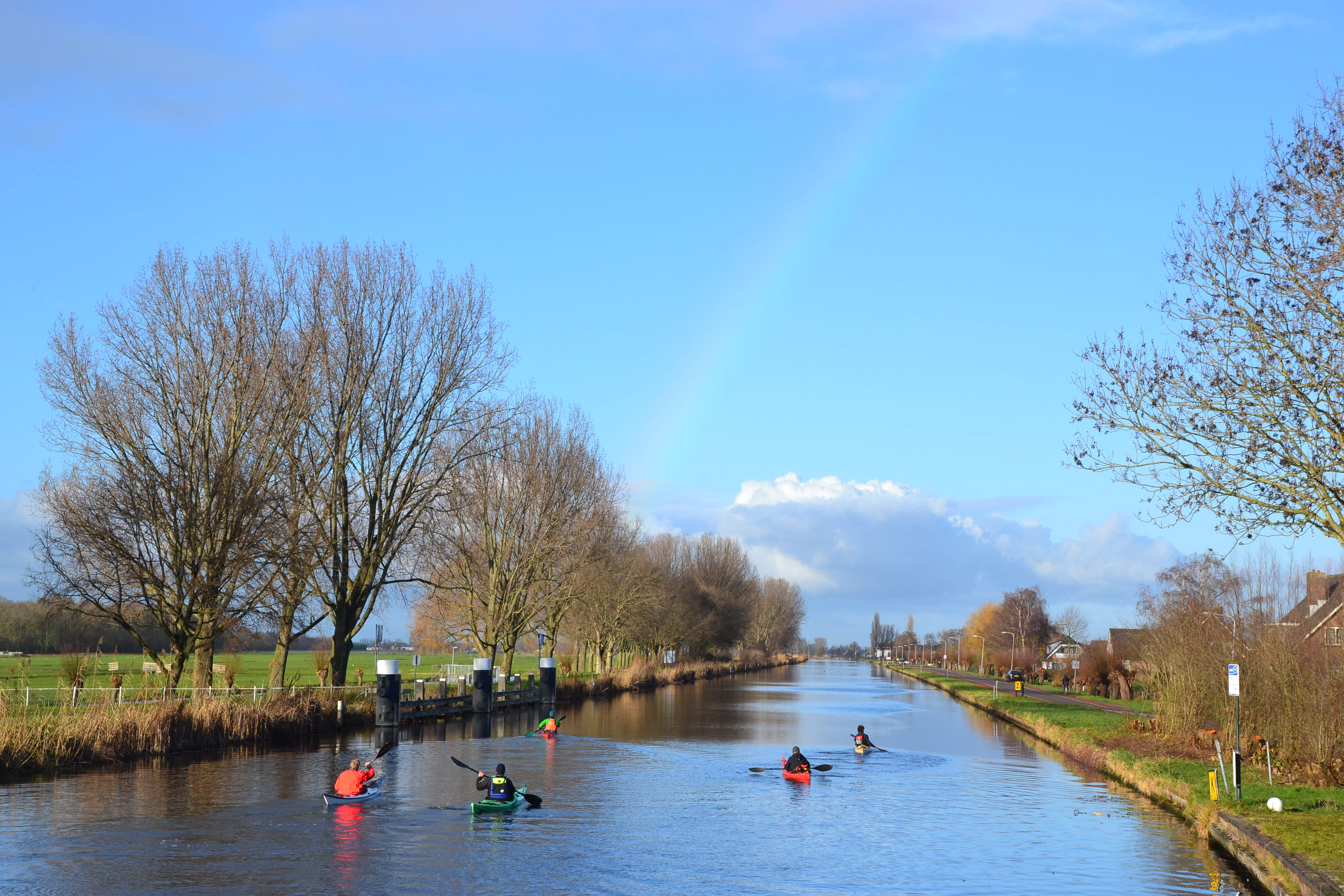
Bij Nieuwveen
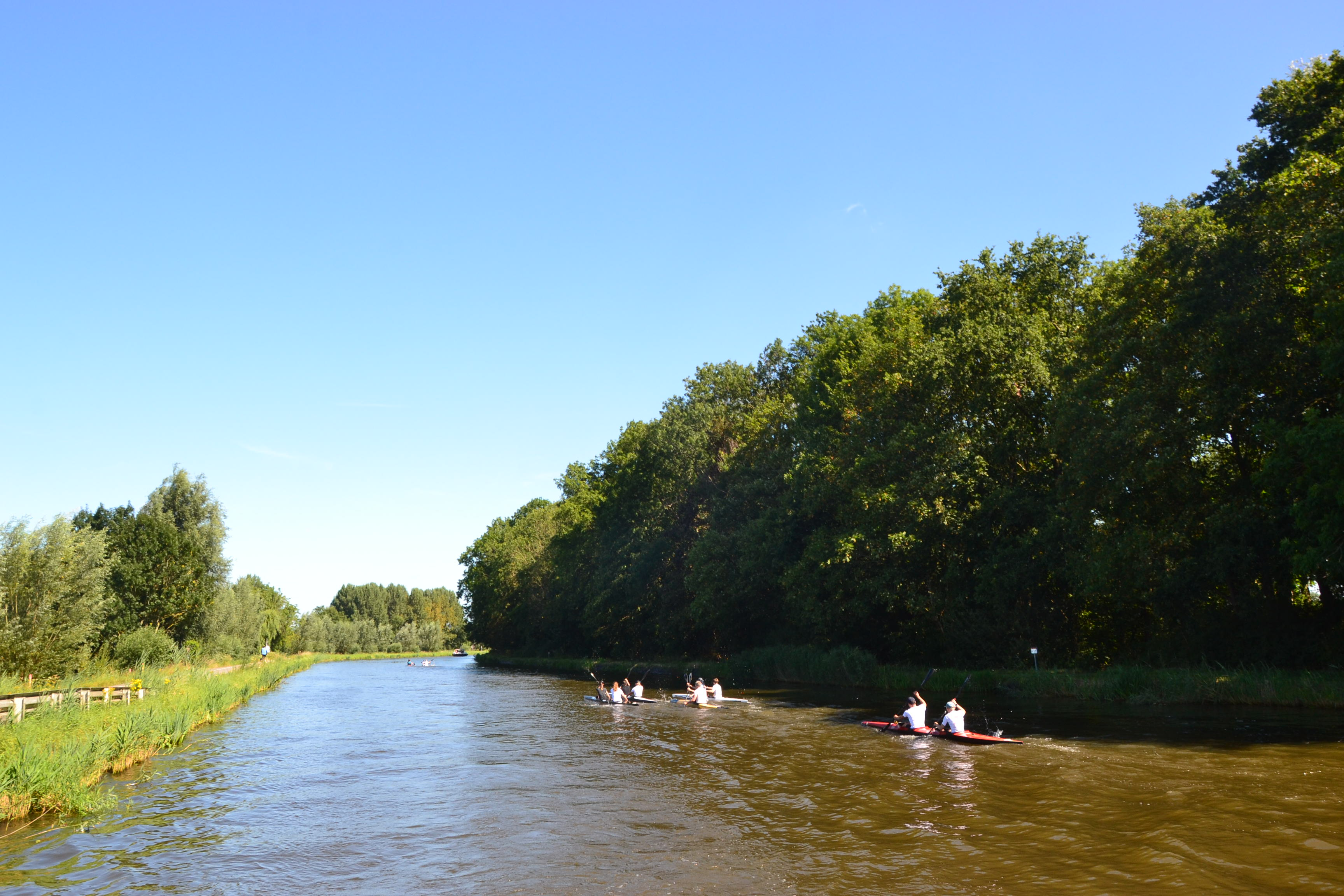
Ten noorden van de Zegerbrug, Alphen aan den Rijn